# Jason Collier Sportsmanship Award
Il Jason Collier Sportsmanship Award è il premio conferito dalla NBA G League al giocatore che ogni anno più ha rappresentato la sportività, la lealtà e l'etica lavorativa sul campo. È intitolato a Jason Collier, giocatore morto nel 2005, che aveva giocato anche nei Fayetteville Patriots.

## Vincitori
| Stagione  | Nazionalità   | Giocatore          | Squadra                  |               |
| --------- | ------------- | ------------------ | ------------------------ | ------------- |
| 2001-2002 | Stati Uniti   | Mike Wilks         | Huntsville Flight        |               |
| 2002-2003 | Stati Uniti   | Billy Thomas       | Greenville Groove        |               |
| 2003-2004 | non assegnato | non assegnato      | non assegnato            | non assegnato |
| 2004-2005 | non assegnato | non assegnato      | non assegnato            | non assegnato |
| 2005-2006 | Nigeria       | Ime Udoka          | Fort Worth Flyers        |               |
| 2006-2007 | Stati Uniti   | Roger Powell       | Arkansas RimRockers      |               |
| 2007-2008 | Stati Uniti   | Billy Thomas       | Colorado 14ers           |               |
| 2008-2009 | Stati Uniti   | Will Conroy        | Albuquerque Thunderbirds |               |
| 2009-2010 | Stati Uniti   | Andre Ingram       | Utah Flash               |               |
| 2010-2011 | Stati Uniti   | Larry Owens        | Tulsa 66ers              |               |
| 2011-2012 | Stati Uniti   | Moses Ehambe       | Iowa Energy              |               |
| 2012-2013 | Stati Uniti   | Ron Howard         | Fort Wayne Mad Ants      |               |
| 2013-2014 | Stati Uniti   | Ron Howard (2)     | Fort Wayne Mad Ants      |               |
| 2014-2015 | Stati Uniti   | Renaldo Major      | Bakersfield Jam          |               |
| 2015-2016 | Stati Uniti   | Scott Suggs        | Raptors 905              |               |
| 2016-2017 | Stati Uniti   | Keith Wright       | Westchester Knicks       |               |
| 2017-2018 | Stati Uniti   | C.J. Williams      | Agua Caliente Clippers   |               |
| 2018-2019 | Stati Uniti   | Gabe York          | Lakeland Magic           |               |
| 2019-2020 | Stati Uniti   | Ivan Rabb          | Westchester Knicks       |               |
| 2020-2021 | Stati Uniti   | Galen Robinson     | Austin Spurs             |               |
| 2021-2022 | Stati Uniti   | Andre Ingram (2)   | South Bay Lakers         |               |
| 2022-2023 | Stati Uniti   | Nate Pierre-Louis  | South Bay Lakers         |               |
| 2023-2024 | Canada        | Gabe Osabuohien    | Cleveland Charge         |               |
| 2024-2025 | Stati Uniti   | Galen Robinson (2) | Birmingham Squadron      |               |